# Punta La Marmora
Die Punta La Marmora ist der höchste Gipfel des Gennargentu-Massivs und damit die höchste Erhebung Sardiniens.

## Lage
Der Berg liegt in der Barbagia, einem Gebiet im Osten der Insel. Die Punta La Marmora ist mit 1834 m der höchste Punkt eines halbkreisförmigen Gebirgskammes. Sie liegt auf dem Gebiet der Gemeinden Desulo und Arzana in der Provinz Nuoro.

## Namensherkunft
Die Punta La Marmora ist benannt nach dem General und Senator Alberto La Marmora, der Sardinien in der ersten Hälfte des 19. Jahrhunderts intensiv erkundet und vermessen hat. Zuvor hieß der Berg auf Sardisch Perdas Caprias („Ziegenfels“) oder auch Predas Carpìas („Gespaltener Fels“). Neben dem offiziellen Namen erscheinen auch die sardischen Namen oft auf Landkarten.